# Weiter!
Weiter é o quarto single da banda alemã Heldmaschine, lançado em 25 de Outubro de 2013. É o primeiro single do álbum "Propaganda".

## Faixas
| N.º            | Título         | Duração |  |
| 1.             | "Weiter!"      | 4:09    |  |
| Duração total: | Duração total: | 4:09    |  |